# Stefan Mitka
Stefan Mitka (ur. 1889, zm. 6 lipca 1957) – szopkarz krakowski, z zawodu murarz; wielokrotny uczestnik konkursu szopek krakowskich (lata 1938–1956). Laureat pierwszej nagrody w roku 1946 i 1947, w pozostałych konkursach zdobywał nagrody drugie i trzecie. Jego dzieła znajdują się w kolekcji Muzeum Historycznego Miasta Krakowa i były prezentowane na licznych wystawach w Polsce i za granicą.